# Chichén Itzá
Chichén Itzá [Čičen Icá], někdy také Chitzén Itzá je zřícenina mayského města na mexickém Yucatánském poloostrově na území stejnojmenného spolkového státu Yucatán. Pochází z pozdně klasického až pozdně postklasického období (cca 600–1500). Název Chichen Itzá pochází z mayského Chich'en Itza, což znamená Na okraji studny Itza. Itza byl název etnické skupiny, která získala politickou i hospodářskou převahu na severním Yucatánu. Itza je složenina dvou slov – itz – magický, kouzelný a ha – voda. Chichen Itza představuje jedno z nejzachovalejších měst, které po mayské civilizaci zbylo. Každoročně Chichén Itzá přiláká přibližně 2,5 milionu návštěvníků. V červenci roku 2007 byla zařazena do novodobého seznamu sedmi divů světa.

## Studny

grafická podoba Chichén Itzá

Ve městě jsou dvě tzv. cenote – přírodně vytvořené „studny“, které sloužily jako zásobárna pitné vody. Na poloostrově Yucatán se nevyskytuje téměř žádná povrchová voda, Mayové tedy byli odkázáni právě na cenote. Známější ze dvou cenote se jmenuje Studna obětí, kde Mayové prováděli lidské oběti, aby si naklonili boha deště Chac. Podle dřívější teorie se obětovaly hlavně panny. K této teorii přispěl hlavně nález mnoha šperků ve Studně obětí. Rozbory kostí vyzdvižených z cenote však prokázaly, že byli obvykle obětováni malí chlapci, ale ani oběť dospělého muže nebyla výjimkou.
Třetím zdrojem vody pro město byla jeskyně s podzemním jezerem, která se nachází přímo pod hlavní pyramidou.

## Kukulkánova pyramida

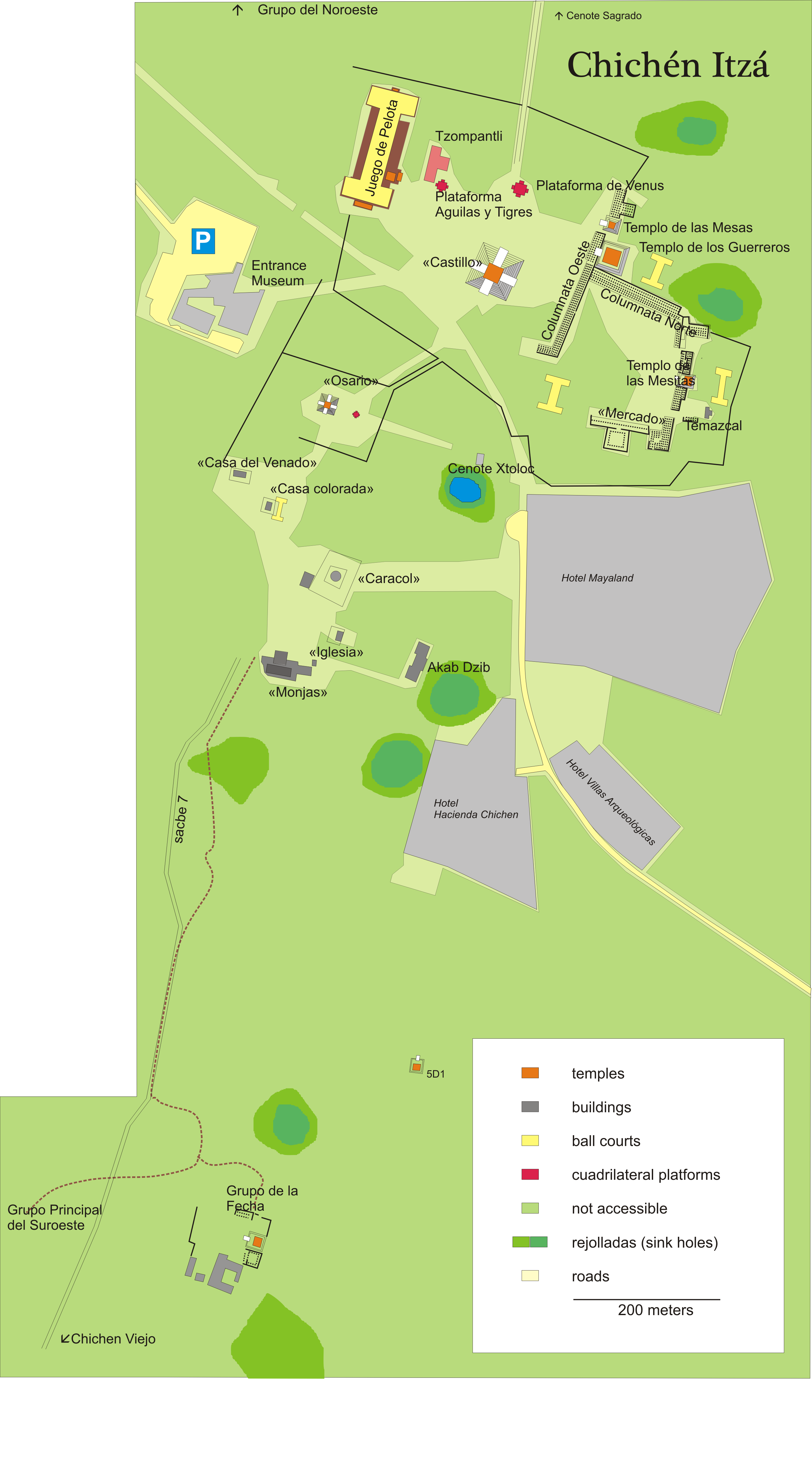
Plán města

Nejznámější stavbou v Chichen Itzá je Kukulkánova pyramida. Kukulkán (nebo také Quetzalcoatl) je hlavní mayský bůh, je bohem slunce a nebes. Pyramida má čtvercový půdorys a na vrchol vede z každé strany 91 schodů. Schodů je na pyramidě dohromady 365, stejně jako počet dnů na mayském slunečním kalendáři. Pyramida má celkem devět platforem, které představují devět podlaží podsvětí neboli Xibalba.
Během jarní a podzimní rovnodennosti při západu slunce vytváří světlo speciální efekt, díky kterému sochy hadů po stranách schodiště vypadají, jako by se plazily po boku pyramidy (had byl znakem boha Kukulkána).

## Hřiště natlachtli
Další stavbou je tu tzv. Velké hřiště. Hrála se zde oblíbená mayská hra tlachtli, pravděpodobně na uctění slunce. Podle rytin a dalších útržků se předpokládá, že proti sobě hrály dva týmy a jejich úkolem bylo prohodit gumový míč skrze obruč umístěnou vysoko nad jejich hlavami. Hráči přitom nesměli používat ruce ani nohy. Míč pro hru byl vyroben z tekutého latexu získaného z kaučukových stromů. Při zahřátí pryskyřice se tvořila vlákna, která byla nejprve svinuta do kuličky a pak ručně stlačena nebo lisována do formy. Hmotnost míče se pohybovala mezi 3 a 5 kilogramy a pokud se deformoval, musel být znovu natažen do původního tvaru. Každý hráč měl svůj vlastní míč jako součást své osobní výbavy. 
S největší pravděpodobností byl po hře buď kapitán nebo celé jedno družstvo obětováno bohům. Stěny hřiště zdobí reliéfy zobrazující různé výjevy ze hry včetně stětí hráčů.

## Observatoř
Další ze známých staveb je tzv. Observatoř. Je to stavba, jejíž střecha má tvar kopule, ale na vrcholu není uzavřená. Mayové odtud zřejmě pozorovali hvězdy. Neměli žádné čočky ani nic podobného, veškeré pozorování probíhalo pouhým okem.
Dle jedné z teorií nemá její název s její funkcí nic společného a své názvy obdržela až po objevení, kde její název byl přidělen na základě podobností s v Evropě známou hvězdárnou.[zdroj?]

## Chrám válečníků
Chrám válečníků tvoří jedna menší pyramida a kolem se nachází množství sloupů. Sloupy údajně držely strop. Funkce této stavby je nejasná. Centrální chrám zobrazuje basreliéfy válečníků, orlů a jaguárů, kteří požírají lidská srdce. V rytinách lze také nalézt zobrazení boha Tlalchitonatiuha a Chaaca Moola.

## Tzompantli
Tzompantli neboli zeď lebek nebo také chrám lebek je platforma obehnaná podobiznami lebek, která se používala pro kupení dekapitovaných hlav na velkou hromadu. Oběťmi byli nepřátelé poražení v bitvě nebo vězni obětovaní bohům. Tzompantli tvoří velkou obdélníkovou plošinu o délce 60 metrů a šířce 12 metrů. Skládá se z malého svahu v dolní části, středního pásu zdobeného lebkami ve třech vodorovných řadách a na vrcholu mírně se zužujícího pásu s další řadou lebek.

## Mayský kalendář
Existuje více mayských kalendářů. Sluneční kalendář měl 18 měsíců a každý měsíc se dělil na 20 dnů, na konci roku s 5 dny navíc. Pro každý měsíc měli svůj název a údajně měli názvy i pro každý den v měsíci. To, jak pro ně byl kalendář důležitý, lze pozorovat na Kukulkánově pyramidě. Nahoru vede z každé strany 91 schodů (91 × 4 = 364) a jako 365. den se počítala stavba nahoře na pyramidě. Jiným kalendářem je měsíční kalendář, který má 13 měsíců po 20 dnech. Tyto dva kalendáře se potkají jednou za 52 let, což byl pro Maye posvátný cyklus.[zdroj⁠?!]